# Eritema crônico migratório

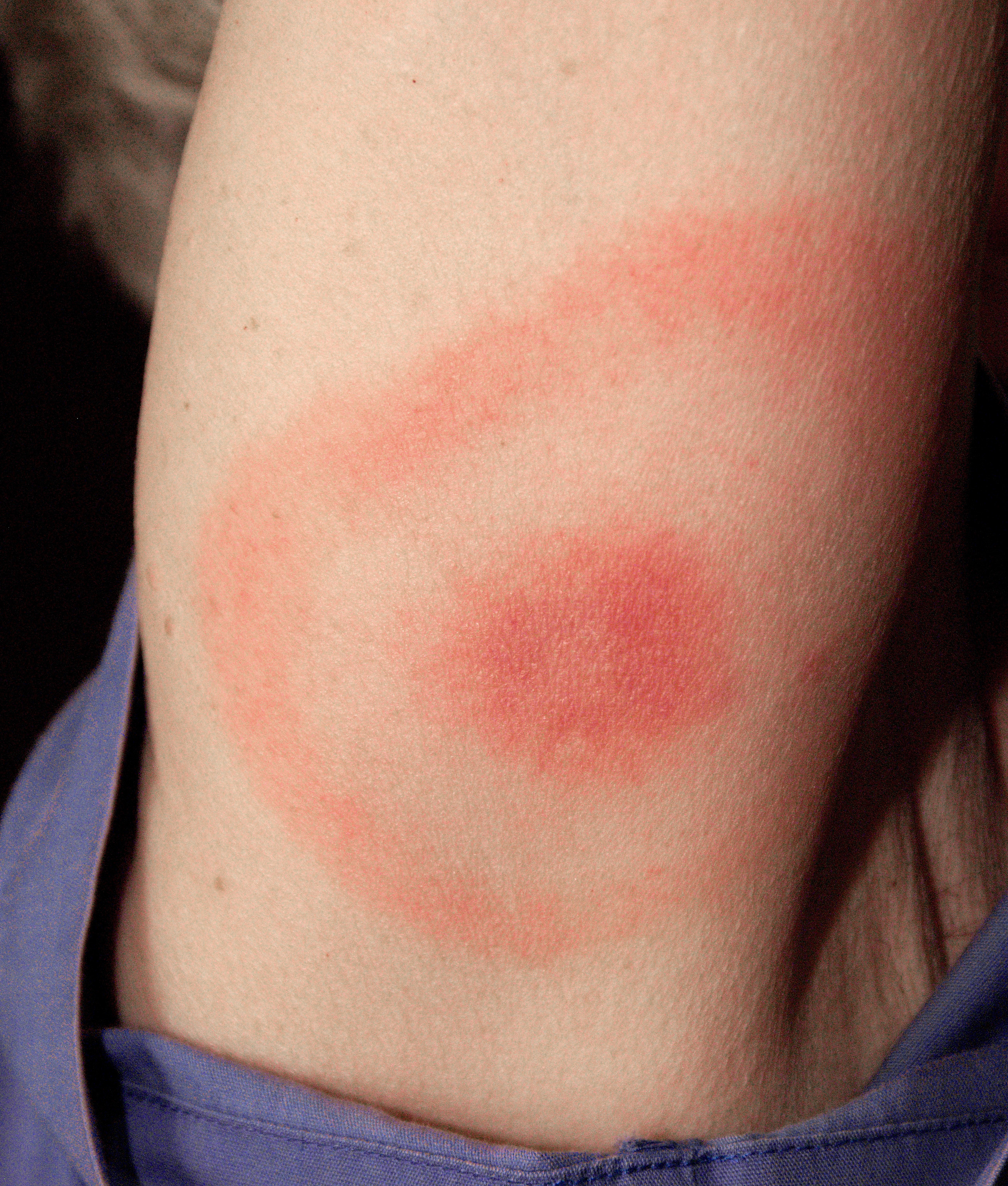

Eritema crônico migratório (ECM) ou eritema migratório crônico (EMC) é um sintoma da doença de Lyme, uma infecção bacteriana incomum causada pela Borrelia burgdorferi e que aparece no local da picada do carrapato infectado. No Brasil a forma mais comum da doença é a borreliose humana brasileira. O eritema migratório apresenta-se como uma mancha vermelha que cresce na forma de anéis concêntricos a partir do local da picada.

## Estomatite migratória oral
O eritema crônico migratório não deve ser confundido com o eritema migratório lingual, mais conhecido como língua geográfica ou glossite migratória benigna. Uma condição comum tanto em adultos como em crianças e que afeta de 2 a 3% da população sem causar problemas, desaparecendo sozinha depois de dias ou semanas.